# Далека внутрішньомолекулярна взаємодія
Дале́ка вну́трішньомолекуля́рна взаємоді́я (рос. дальнее внутримолекулярное взаимодействие, англ. long-range intramolecular interaction) — у хімії полімерів — взаємодія між сегментами, далеко розташованими в ланцюзі, які наблизились один до одного внаслідок вигинання макромолекули. Цей тип взаємодії тісно пов'язаний з виключеним об'ємом сегмента, величина якого залежить від усіх взаємодій, включно зі взаємодією сегментів та молекул розчинника.
У випадку, де не виникає непорозумінь, слово внутрішньомолекулярний пропускають.